# Регенеративная хирургия
Регенеративная хирургия — междисциплинарный раздел хирургии, посвящённый методам восстановления, замещения и/или регенерации клеток, тканей и/или органов, с целью восстановления функций, утраченных вследствие врождённых дефектов, болезни, травм или старения.
Регенеративная хирургия представляет собой новый раздел медицины, который занимается использованием клеточных технологий и новых материалов для обеспечения условий репаративной (восстановление тканей и органов в случае их утраты или повреждения) или физиологической регенерации (в процессе нормальной жизнедеятельности).

## Материалы для заместительной и регенеративной хирургии
В регенеративной хирургии используются биорезорбируемые (биодеградируемые) нативные ткани, а также биологические полимерные материалы, которые занимают особую нишу на рынке имплантируемых материалов и изделий с двумя основными сегментами:
- биорезорбируемые имплантируемые изделия для ортопедии, стоматологии, сердечно-сосудистой хирургии, нейрохирургии и др.;
- для заместительной и восстановительной хирургии костных, хрящевых и мягких тканей.

Биополимеры (альгинаты, коллаген, желатин, хитозан, гиалуроновая кислота, полиэфиры бактериального происхождения), обладая высокой биосовместимостью, являются также высокоэффективными биостимуляторами. При имплантации они расщепляются на более простые соединения, которые выводятся из организма либо принимают активное участие в метаболизме на клеточном уровне. Конечные продукты резорбции биополимерных имплантатов — вода и углекислый газ.

## Регенеративная хирургия органов гепатобилиарной зоны
В настоящее время известна способность печени к восстановлению после травматических или токсических повреждений. Показано, что при репаративной регенерации печени восполнение пула гепатоцитов происходит не только путём митотического деления гепатоцитов, но и путём их образования из регионарных стволовых клеток. Действие этих клеток направлено на нормализацию взаимодействия клеток печени и на реорганизацию процессов восстановительной регенерации в повреждённой печени. Полагают, что применение мезенхимальных стромальных клеток из аутологичного костного мозга является наиболее перспективной стратегией регенеративной хирургии печени и других органов гепатобилиарной зоны.
Одним из новых факторов поддержки печёночной регенерации являются холангиоциты (эпителиальные клетки желчных путей), которые при тяжёлых повреждениях трансдифференцируются в гепатоциты, оказывают влияние на активацию пролиферации гепатоцитов и миграцию стволовых клеток в зону повреждения, что открывает новые механизмы для применения в регенеративных методах восстановления печени. Клиническое использование клеточных технологий возможно для восстановительной хирургии при травмах общего желчного протока, в случаях, когда выполнение реконструктивной операции невозможно в силу различных причин.